# Kristian Álvarez
Kristian Álvarez (* 20. April 1992 in Zapotlanejo, Jalisco) ist ein mexikanischer Fußballspieler auf der Position eines Verteidigers.

## Laufbahn
Der aus dem Nachwuchsbereich des CD Guadalajara hervorgegangene Álvarez erhielt bei Chivas auch seinen ersten Profivertrag. Sein Debüt in der Primera División feierte er in einem am 24. April 2011 ausgetragenen Auswärtsspiel bei Cruz Azul, das 1:1 endete.
Aufgrund seiner überzeugenden Leistungen wurde Gallardo in den Kader der mexikanischen U-23-Auswahlmannschaft berufen, die bei der Copa América 2011 antrat, kam dort allerdings nicht zum Einsatz. Vorher war er bereits in der mexikanischen U-17-Auswahlmannschaft zum Einsatz gekommen. Außerdem gehörte er zum Kader der U-20-Auswahl.
Die Saison 2015/16 verbrachte Álvarez auf Leihbasis beim Club Santos Laguna, mit dem er gleich zu Beginn seiner Ausleihe am 20. Juli 2015 den Supercup gegen den Club América gewann.
Nach weiteren Stationen in Mexiko wechselte Álvarez 2019 nach Spanien, wo er seither für UD Salamanca im Einsatz ist.

## Erfolge
- Mexikanischer Supercup: 2015 (mit Santos Laguna)